# تاكيشي ناكامورا
تاكيشي ناكامورا (باليابانية: 中村武志؛ بالكانا: なかむら たけし) هو لاعب كرة قاعدة ياباني، ولد في 17 مارس 1967 في أوكيو-كو في اليابان.

## وصلات خارجية
- تاكيشي ناكامورا على موقع الدوري الياباني لكرة القاعدة (الإنجليزية)
- تاكيشي ناكامورا على موقعبيزبول رفرنس.كوم (الدوري الثانوي) (الإنجليزية)